# Clematis flammulastrum
Clematis flammulastrum är en ranunkelväxtart som beskrevs av August Heinrich Rudolf Grisebach. Clematis flammulastrum ingår i släktet klematisar, och familjen ranunkelväxter. Utöver nominatformen finns också underarten C. f. fuertesii.